# Liga das Nações da UEFA B de 2018–19
A Liga das Nações da UEFA B de 2018–19 foi a segunda divisão da edição de 2018–19 da Liga das Nações da UEFA. Foi a primeira edição do torneio envolvendo as 55 associações da UEFA.

## Formato
Doze equipes foram divididas em quatro grupos de três equipes cada grupo, conforme sua colocação no Ranking da UEFA. Nestes grupos, as equipes jogaram entre si partidas de ida e volta, totalizando quatro partidas por equipe. Após estas seis rodadas, o primeiro colocado do grupo é promovido a Liga A, o terceiro colocado é rebaixado para a Liga C seguinte e o segundo colocado permanece na Liga B para a edição seguinte. No entanto, devido à reformulação do formato para a Liga das Nações da UEFA de 2020–21, nenhuma equipe acabou sendo rebaixada e algumas equipes em segundo lugar também foram promovidas.
A competição está ligada à qualificação para a Euro 2020, tendo outra chance para se qualificar para a competição. O processo de qualificação principal começará em março de 2019, ao invés de se iniciar em setembro de 2018, logo após a Campeonato do Mundo FIFA de 2018, e vai acabar em novembro de 2019. As quatro divisões indicarão um classificado para o Euro 2020, onde quatro equipas de cada divisão, que não se classificaram para a competição, irão competir num playoff para a competição, em março de 2020. Os classificados ao playoff serão os primeiros colocados de cada grupo, porém se os mesmos já estiverem classificados para o Euro, a vaga será passada a próxima melhor equipa classificada na divisão. Caso houver menos de quatro equipas que ainda não se classificaram para o Euro, o classificado ao playoff será selecionado da divisão seguinte. Os vencedores dos playoffs de cada divisão, com duas semifinais e uma final, será automaticamente classificado ao Campeonato Europeu de Futebol de 2020.

## Participantes
| Equipe               | Coef.  | Pos. |
| -------------------- | ------ | ---- |
| Áustria              | 29.418 | 13   |
| País de Gales        | 29.269 | 14   |
| Rússia               | 29.258 | 15   |
| Eslováquia           | 28.555 | 16   |
| Suécia               | 28.487 | 17   |
| Ucrânia              | 28.286 | 18   |
| Irlanda              | 28.249 | 19   |
| Bósnia e Herzegovina | 28.200 | 20   |
| Irlanda do Norte     | 27.127 | 21   |
| Dinamarca            | 27.052 | 22   |
| Tchéquia             | 27.028 | 23   |
| Turquia              | 26.538 | 24   |

## Grupos
|  | Equipes promovidas para a Liga das Nações da UEFA A de 2020–21 |

### Grupo 1
| Pos | Equipe      | Pts | J | V | E | D | GP | GC | SG | Promovido ou rebaixado |     | Ucrânia | República Checa | Eslováquia |
| --- | ----------- | --- | - | - | - | - | -- | -- | -- | ---------------------- | --- | ------- | --------------- | ---------- |
| 1   | Ucrânia (P) | 9   | 4 | 3 | 0 | 1 | 5  | 5  | 0  | Promovido à Liga A     |     | —       | 1–0             | 1–0        |
| 2   | Tchéquia    | 6   | 4 | 2 | 0 | 2 | 4  | 4  | 0  |                        |     | 1–2     | —               | 1–0        |
| 3   | Eslováquia  | 3   | 4 | 1 | 0 | 3 | 5  | 5  | 0  |                        | 4–1 | 1–2     | —               |            |

| 6 de setembro de 2018 | Tchéquia  | 1 – 2     | Ucrânia                             | Městský fotbalový stadion, Uherské Hradiště |
| 20:45 (UTC+2)         | Schick 4' | Relatório | Konoplyanka 45+1' · Zinchenko 90+3' | Público: 7 974 Árbitro: ENG Anthony Taylor  |

| 9 de setembro de 2018 | Ucrânia              | 1 – 0     | Eslováquia | Arena Lviv, Lviv                                |
| 16:00 (UTC+3)         | Yarmolenko 80' (pen) | Relatório |            | Público: 0 Árbitro: GRE Anastasios Sidiropoulos |

| 13 de outubro de 2018 | Eslováquia | 1 – 2     | Tchéquia                  | Štadión Antona Malatinského, Trnava        |
| 15:00 (UTC+2)         | Hamšík 62' | Relatório | Krmenčík 52' · Schick 76' | Público: 17 251 Árbitro: SVN Slavko Vinčić |

| 16 de outubro de 2018 | Ucrânia         | 1 – 0     | Tchéquia | Estádio Metalist, Carcóvia                     |
| 21:45 (UTC+3)         | Malinovskyi 43' | Relatório |          | Público: 38 100 Árbitro: LTU Gediminas Mažeika |

| 16 de novembro de 2018 | Eslováquia                                   | 4 – 1     | Ucrânia         | Štadión Antona Malatinského, Trnava          |
| 20:45 (UTC+1)          | Rusnák 6' · Kucka 26' · Zreľák 52' · Mak 61' | Relatório | Konoplyanka 47' | Público: 9 764 Árbitro: MNE Nikola Dabanović |

| 19 de novembro de 2018 | Tchéquia   | 1 – 0     | Eslováquia | Eden Arena, Praga                                |
| 20:45 (UTC+1)          | Schick 32' | Relatório |            | Público: 16 623 Árbitro: ESP Alejandro Hernández |

### Grupo 2
| Pos | Equipe     | Pts | J | V | E | D | GP | GC | SG | Promovido ou rebaixado |     | Suécia | Rússia | Turquia |
| --- | ---------- | --- | - | - | - | - | -- | -- | -- | ---------------------- | --- | ------ | ------ | ------- |
| 1   | Suécia (P) | 7   | 4 | 2 | 1 | 1 | 5  | 3  | +2 | Promovido à Liga A     |     | —      | 2–0    | 2–3     |
| 2   | Rússia     | 7   | 4 | 2 | 1 | 1 | 4  | 3  | +1 |                        |     | 0–0    | —      | 2–0     |
| 3   | Turquia    | 3   | 4 | 1 | 0 | 3 | 4  | 7  | −3 |                        | 0–1 | 1–2    | —      |         |

1. 1 2  Pontos no confronto direto: Suécia 4, Rússia 1..

| 7 de setembro de 2018 | Turquia  | 1 – 2     | Rússia                     | Arena Trabzonspor, Trebizonda                  |
| 21:45 (UTC+3)         | Aziz 41' | Relatório | Cheryshev 13' · Dzyuba 49' | Público: 29 702 Árbitro: POR Artur Soares Dias |

| 10 de setembro de 2018 | Suécia                    | 2 – 3     | Turquia                            | Friends Arena, Solna                           |
| 20:45 (UTC+2)          | Thelin 35' · Claesson 49' | Relatório | Çalhanoğlu 51' · Akbaba 88', 90+2' | Público: 21 832 Árbitro: ESP Jesús Gil Manzano |

| 11 de outubro de 2018 | Rússia | 0 – 0     | Suécia | Estádio de Kaliningrado, Kaliningrado   |
| 20:45 (UTC+2)         |        | Relatório |        | Público: 31 698 Árbitro: ITA Luca Banti |

| 14 de outubro de 2018 | Rússia                         | 2 – 0     | Turquia | Estádio Olímpico de Fisht, Sótchi             |
| 19:00 (UTC+3)         | Neustädter 20' · Cheryshev 78' | Relatório |         | Público: 38 288 Árbitro: POL Paweł Raczkowski |

| 17 de novembro de 2018 | Turquia | 0 – 1     | Suécia              | Estádio Konya Büyükşehir, Cônia            |
| 20:00 (UTC+3)          |         | Relatório | Granqvist 71' (pen) | Público: 37 425 Árbitro: ROU István Kovács |

| 20 de novembro de 2018 | Suécia                  | 2 – 0     | Rússia | Friends Arena, Solna                        |
| 20:45 (UTC+1)          | Lindelöf 41' · Berg 72' | Relatório |        | Público: 20 223 Árbitro: FRA Benoît Bastien |

### Grupo 3
| Pos | Equipe                   | Pts | J | V | E | D | GP | GC | SG | Promovido ou rebaixado |     | Bósnia e Herzegovina | Áustria | Irlanda do Norte |
| --- | ------------------------ | --- | - | - | - | - | -- | -- | -- | ---------------------- | --- | -------------------- | ------- | ---------------- |
| 1   | Bósnia e Herzegovina (P) | 10  | 4 | 3 | 1 | 0 | 5  | 1  | +4 | Promovido à Liga A     |     | —                    | 1–0     | 2–0              |
| 2   | Áustria                  | 7   | 4 | 2 | 1 | 1 | 3  | 2  | +1 |                        |     | 0–0                  | —       | 1–0              |
| 3   | Irlanda do Norte         | 0   | 4 | 0 | 0 | 4 | 2  | 7  | −5 |                        | 1–2 | 1–2                  | —       |                  |

| 8 de setembro de 2018 | Irlanda do Norte | 1 – 2     | Bósnia e Herzegovina     | Windsor Park, Belfast                       |
| 14:00 (UTC+1)         | Grigg 90+3'      | Relatório | Duljević 36' · Sarić 64' | Público: 16 942 Árbitro: CZE Pavel Královec |

| 11 de setembro de 2018 | Bósnia e Herzegovina | 1 – 0     | Áustria | Estádio Bilino Polje, Zenica             |
| 20:45 (UTC+2)          | Džeko 78'            | Relatório |         | Público: 9 100 Árbitro: FRA Ruddy Buquet |

| 12 de outubro de 2018 | Áustria        | 1 – 0     | Irlanda do Norte | Ernst-Happel-Stadion, Viena                 |
| 20:45 (UTC+2)         | Arnautović 71' | Relatório |                  | Público: 22 300 Árbitro: BUL Georgi Kabakov |

| 15 de outubro de 2018 | Bósnia e Herzegovina | 2 – 0     | Irlanda do Norte | Stadion Grbavica, Sarajevo                      |
| 20:45 (UTC+2)         | Džeko 27', 73'       | Relatório |                  | Público: 11 050 Árbitro: FIN Mattias Gestranius |

| 15 de novembro de 2018 | Áustria | 0 – 0     | Bósnia e Herzegovina | Ernst-Happel-Stadion, Viena                |
| 20:45 (UTC+1)          |         | Relatório |                      | Público: 37 200 Árbitro: SCO Andrew Dallas |

| 18 de novembro de 2018 | Irlanda do Norte | 1 – 2     | Áustria                     | Windsor Park, Belfast                        |
| 17:00 (UTC+0)          | C. Evans 57'     | Relatório | Schlager 49' · Lazaro 90+3' | Público: 17 895 Árbitro: BEL Jonathan Lardot |

### Grupo 4
| Pos | Equipe        | Pts | J | V | E | D | GP | GC | SG | Promovido ou rebaixado |     | Dinamarca | País de Gales | República da Irlanda |
| --- | ------------- | --- | - | - | - | - | -- | -- | -- | ---------------------- | --- | --------- | ------------- | -------------------- |
| 1   | Dinamarca (P) | 8   | 4 | 2 | 2 | 0 | 4  | 1  | +3 | Promovido à Liga A     |     | —         | 2–0           | 0–0                  |
| 2   | País de Gales | 6   | 4 | 2 | 0 | 2 | 6  | 5  | +1 |                        |     | 1–2       | —             | 4–1                  |
| 3   | Irlanda       | 2   | 4 | 0 | 2 | 2 | 1  | 5  | −4 |                        | 0–0 | 0–1       | —             |                      |

| 6 de setembro de 2018 | País de Gales                                     | 4 – 1     | Irlanda         | Cardiff City Stadium, Cardiff               |
| 19:45 (UTC+1)         | Lawrence 6' · Bale 18' · Ramsey 37' · Roberts 55' | Relatório | S. Williams 66' | Público: 25 657 Árbitro: FRA Clément Turpin |

| 9 de setembro de 2018 | Dinamarca                | 2 – 0     | País de Gales | Idrætspark, Aarhus                         |
| 18:00 (UTC+2)         | Eriksen 32', 63' (pen) · | Relatório |               | Público: 17 506 Árbitro: GER Deniz Aytekin |

| 13 de outubro de 2018 | Irlanda | 0 – 0     | Dinamarca | Aviva Stadium, Dublin                       |
| 19:45 (UTC+1)         |         | Relatório |           | Público: 41 220 Árbitro: ESP Javier Estrada |

| 16 de outubro de 2018 | Irlanda | 0 – 1     | País de Gales | Aviva Stadium, Dublin                      |
| 19:45 (UTC+1)         |         | Relatório | Wilson 58'    | Público: 38 321 Árbitro: NED Björn Kuipers |

| 16 de novembro de 2018 | País de Gales | 1 – 2     | Dinamarca                       | Cardiff City Stadium, Cardiff              |
| 19:45 (UTC+0)          | Bale 89'      | Relatório | Jørgensen 42' · Braithwaite 88' | Público: 32 354 Árbitro: SVK Ivan Kružliak |

| 19 de novembro de 2018 | Dinamarca | 0 – 0     | Irlanda | Idrætspark, Aarhus                          |
| 20:45 (UTC+1)          |           | Relatório |         | Público: 11 130 Árbitro: AZE Aliyar Aghayev |

## Classificação geral
As 12 seleções da Liga B serão ranqueados entre 13º e 24º lugares no geral seguindo as seguintes regras:
- As seleções que terminarem em primeiro no seu grupo serão ranqueados entre 13º e 16º baseados nos resultados da fase de grupos
- As seleções que terminarem em segundo no seu grupo serão ranqueados entre 17º e 20º baseados nos resultados da fase de grupos.
- As seleções que terminarem em terceiro no seu grupo serão ranqueados entre 21º e 24º baseados nos resultados da fase de grupos.

| Rnk | Grp | Equipe               | Pts | J | V | E | D | GP | GC | SG |
| --- | --- | -------------------- | --- | - | - | - | - | -- | -- | -- |
| 13  | 3   | Bósnia e Herzegovina | 10  | 4 | 3 | 1 | 0 | 5  | 1  | +4 |
| 14  | 1   | Ucrânia              | 9   | 4 | 3 | 0 | 1 | 5  | 5  | 0  |
| 15  | 4   | Dinamarca            | 8   | 4 | 2 | 2 | 0 | 4  | 1  | +3 |
| 16  | 2   | Suécia               | 7   | 4 | 2 | 1 | 1 | 5  | 3  | +2 |
|     |     |                      |     |   |   |   |   |    |    |    |
| 17  | 2   | Rússia               | 7   | 4 | 2 | 1 | 1 | 4  | 3  | +1 |
| 18  | 3   | Áustria              | 7   | 4 | 2 | 1 | 1 | 3  | 2  | +1 |
| 19  | 4   | País de Gales        | 6   | 4 | 2 | 0 | 2 | 6  | 5  | +1 |
| 20  | 1   | Tchéquia             | 6   | 4 | 2 | 0 | 2 | 4  | 4  | 0  |
|     |     |                      |     |   |   |   |   |    |    |    |
| 21  | 1   | Eslováquia           | 3   | 4 | 1 | 0 | 3 | 5  | 5  | 0  |
| 22  | 2   | Turquia              | 3   | 4 | 1 | 0 | 3 | 4  | 7  | −3 |
| 23  | 4   | Irlanda              | 2   | 4 | 0 | 2 | 2 | 1  | 5  | −4 |
| 24  | 3   | Irlanda do Norte     | 0   | 4 | 0 | 0 | 4 | 2  | 7  | −5 |

## Playoffs para a Euro 2020
As quatro melhores seleções segundo a classificação geral que não se classificaram para o Campeonato Europeu de Futebol de 2020 pelas fase de grupos das eliminatórias irão disputar os playoffs.
| Seleção              |
| -------------------- |
| Bósnia e Herzegovina |
| Eslováquia           |
| Irlanda              |
| Irlanda do Norte     |